# Pavel Jozef Šafárik
Pavel Jozef Šafárik (Kisfeketepatak, 1795. május 13. – Prága, 1861. június 26.) filozófiadoktor, szlovák nyelvész és történész, a prágai egyetem könyvtárnoka.

## Élete
Pavel Šafarik ágostai evangélikus lelkész és Káresz Katalin fia. 1805-ben a rozsnyói gimnáziumba ment, ahol a három osztályt elvégezte és megtanult magyarul és németül. 1810-ben a késmárki líceumba került, ahol Šafarik német nyelvű önéletrajzában kegyelettel emlékezik meg tanárairól, különösen Genersich Jánosról, akitől életének irányát nyerte. Ekkor keletkezett benne a szláv nyelv és irodalom iránti hajlam; a szerb és rutén tanulótársaitól megtanulta a szerb és rutén nyelvet és a cirill írást.
1815. október 27-én iratkozott be a jénai egyetemre; szabad idejét itt is a szláv nyelv és irodalom tanulmányozásának szentelte. Itt fordította szláv nyelvre Arisztophanész Felhőit és Schiller Stuart Máriáját. 1817-ben bölcseleti doktorrá avatták.
1817 szeptemberében nevelő lett Pozsonyban Kubinyi László mellett.
1819 májusában az újvidéki görög nem egyesült katolikus szerb főgimnázium patronátusa megválasztotta a humaniorák tanárának, egyszersmind a főgimnázium igazgatásával is megbízta, ahol 14 évet töltött mint tanár (az első 6 évben a gimnázium igazgatója is volt). Az új gimnáziumot szervezte és mint az egyedüli tanár, aki a magyar nyelvet bírta, ezt is tanította. Itt megnősült, neje zsédeni Ambrózy Júlia haláláig hű társa volt. Még újvidéki tartózkodása alatt átkutatta az újvidéki, karlovici és Fruška-Gora-i zárdák könyv- és levéltárait.
Cseh barátainak meghívására, miután 1833 márciusában leköszönt újvidéki állásáról, Prágába költözött. Prágában leginkább a szláv nyelvekre és azok irodalmára, a szláv népek legrégibb történetére és régiségeire volt tekintettel. Két évig kizárólag tudományos kutatásokkal foglalkozott: 1834-35-ben szerkesztette a Světozor (Panorama) című népszerű heti folyóiratot. 1835-37-ben a prágai magisztrátusnál a „translator in russicopolonico" állást töltötte be, 1837-ben kinevezték a szépirodalmi és vegyes tartalmú művek cenzorává, mely hivatalt 1847-ig viselte. 1841-ben számfeletti custossá, 1844-ben valóságossá és 1848-ban könyvtárnokká nevezték ki a prágai császári és királyi egyetemi könyvtárhoz, mely utóbbi állásában 1860-ig megmaradt.
Amint Šafarik szláv régiségei megjelentek, a híre a külföldön is nőttön-nőtt, több tudós társaság tagjává választotta. A porosz kormány meghívta a berlini vagy a boroszlói egyetem szláv filológiai tanszékére, de ezek egyikét sem fogadta el; ekkor a porosz kormány „Pour le Mérite" renddel tisztelte meg. A bécsi tudományos akadémia 1847-ben választotta meg tagjának, ahol székét 1848. február 2-án tartott beszédével foglalta el: 1848 áprilisában és májusában Bécsben tartózkodott, midőn Sommaruga báró osztrák közoktatási miniszter meghívására a tanügy javítása ügyében tartott tanácskozásban részt vett. Ekkor a szláv nyelv szerepéről a közép- és főiskolákban dolgozatot nyújtott be, melyet elfogadtak és megkínálták tanácsosi ranggal a közoktatási minisztériumban; ő azonban 1848. április 25-én inkább a könyvtárnoki állást fogadta el. Részt vett 1848. június 2-án a prágai szláv kongresszuson, ahol a magyarországi szlávok is megjelentek, melyet azonban az akkori zavarok miatt feloszlattak. Azután visszavonult a politika teréről és kizárólag hivatalának és tudományának élt. 1838-tól 1843-ig a cseh nemzeti múzeum folyóiratának is szerkesztője volt.
Életének utolsó éveiben a glagolitika tanulmányozásával foglalkozott. 1857-ben kiadta a glagolitikus töredékeket és 1858-ban a glagolitizmus eredetéről és hazájáról írt művét. 1856-tól kezdve gyakran súlyos beteg volt. 1860. október 30-án saját kérelmére nyugdíjazták. Könyvtárából, mely a szláv irodalmat illetőleg nagybecsű volt, özvegye Catalogust adott ki (Bécs, 1862).

## Munkái
- Tatranská Musa s lyrou slovanskou. Lőcse, 1814
- Počátkové keského básnistvi obzuláště prosodie. Pozsony, 1818 (A cseh költészet, különösen a cseh prosodia alapelvei)
- Pisně světské lidu slovenského v Uhrich. Pest, 1823. Két kötet. (A magyarországi szlovák nép világi dalai. Összegyűjtötték s kiadták többen. A II. kötet előszavát S. írta. A szlovák népdalokat magyarra fordították: Szeberényi Lajos és Lehoczky Tivadar)
- Geschichte der slavischen Sprache und Literatur nach allen Mundarten. Ofen (Buda), 1816
- Ueber die Abkunft der Slaven nach L. Suroviecki. Ofen, 1828
- Juridisch-politische Terminologie der slaw. Sprachen Oesterreichs. Bécs, 1850
- Geschichte der südslawischen Literatur (Handschriftlicher Nachlass). Herausgegeben von Josef Jireček. Prága, 1864-65. Három kötet (Befejezetlen nagy művének részei)
- Básnické dielo; szerk., jegyz. Peter Káša; Kalligram–Ústav slovenskej literatúry SAV, Bratislava 2005 (Knižnica slovenskej literatúry)

Több munkájáról, cikkeiről és kéziratairól Wagner Lajos bőven megemlékezik.
Šafárik nevét: Safáry, Schaffarik, Safařik, Šafárik, Schafarik, Saffarik, Schaffarik, Schaffaryk, Schafarzik és Schafarzyknak is írják.